# Звегинцев, Владимир Андреевич
Влади́мир Андре́евич Звеги́нцев (18 (31) октября 1910, Ташкент — 13 апреля 1988, Москва) — советский лингвист, доктор филологических наук, профессор, один из организаторов Отделения теоретической и прикладной лингвистики на филфаке МГУ и первый заведующий этим отделением. Специалист по общей теории языка, лингвистической семантике, истории языкознания. Заведующий редакцией языкознания в издательстве «Прогресс», создатель серии сборников «Новое в зарубежной лингвистике», составитель хрестоматии по истории языкознания.

## Биография
Родился в семье инженера-железнодорожника. После школы работал экономистом-статистиком. С юности интересовался языками: обучался персидскому и арабскому у востоковеда-любителя Н. Н. Степанова, занимался у М. С. Андреева, был знаком с Е. Д. Поливановым. В 1934 году поступил на факультет иностранных языков Ташкентского учебного педагогического института, окончив его с отличием в 1937 году (по другим данным, окончил Среднеазиатский государственный университет по специальности «немецкий язык»).
С 1937 года — заведующий кафедрой иностранных языков, затем кафедрой романо-германской филологии Среднеазиатского государственного университета[уточнить].
Во время Великой Отечественной войны переводчик штаба Среднеазиатского военного округа (1941—1943), преподаватель военных учебных заведений (1943—1944), переводчик 7 отдела политуправления 1-го Прибалтийского фронта (1944—1945). В августе 1945 года награждён медалью «За победу над Германией в Великой Отечественной войне 1941—1945 гг.», позже к 40-летнему юбилею Победы — орденом Отечественной войны II степени.
В 1945—1950 годах вновь заведовал кафедрой романо-германской филологии в Среднеазиатском государственном университете, заместитель директора и затем директор Ташкентского педагогического института иностранных языков (1948—1950). Старший научный сотрудник АН Узбекской ССР (1947—1950). После официального осуждения «марризма» получил от академика В. В. Виноградова предложение работать в Москве.
С 1950 года работал в Московском государственном университете, заведующий кафедрой германского языкознания (1950—1952), общего и сравнительно-исторического языкознания (1952—1962) филологического факультета МГУ.
В 1960 году Звегинцев возглавил созданное на филологическом факультете МГУ отделение Теоретической и прикладной лингвистики, а впоследствии — кафедру структурной и прикладной лингвистики, которой заведовал более двух десятилетий. Наряду с руководством кафедрой преподавал на отделении историю и теорию лингвистики и руководил аспирантами (в числе которых были А. И. Кузнецова и Т. М. Николаева). Основал серию изданий «Новое в лингвистике» (позднее — «Новое в зарубежной лингвистике»), а также серию «Публикации отделения структурной и прикладной лингвистики».
Работа в условиях застоя нелегко давалась Звегинцеву. Заведующему кафедрой (который не был членом КПСС) приходилось нести ответственность и за сотрудников, вступавших в конфликт с советской властью. После одного из разбирательств в августе 1974 года у Звегинцева случился инфаркт, и учёный временно отошёл от работы. В 1982 году он по соглашению с ректором МГУ А. А. Логуновым оставил пост, договорившись о назначении своим преемником Б. Ю. Городецкого. Однако осенью 1982 года кафедра СиПЛ была ликвидирована и слита с кафедрой общего и сравнительно-исторического языкознания (в 1988 году воссоздана под названием Кафедра теоретической и прикладной лингвистики).
Супруга — Инна Георгиевна Звегинцева (1925—2011), доцент кафедры немецкого языка МГУ.
Звегинцев скончался в Москве 13 апреля 1988 года. Похоронен на Николо-Архангельском кладбище.
В его честь на ОТиПЛ регулярно проводятся «Звегинцевские чтения».

## Научная деятельность
Помимо многолетнего руководства Отделением структурной и прикладной лингвистики, Звегинцев организовал переводы на русский язык ряда важнейших лингвистических сочинений XX века — трудов Ельмслева, Якобсона, Мартине, Гринберга, Хомского, Чейфа, Филлмора и др. По инициативе Звегинцева на русском языке были изданы в новых переводах и с подробными комментариями основные труды Соссюра и собрание сочинений Вильгельма фон Гумбольдта.
Сохраняет своё значение двухтомный труд Звегинцева по истории языкознания XIX—XX веков; он представляет собой хрестоматию, в которую включены специально подобранные отрывки из работ лингвистов разных научных школ, иллюстрирующие их взгляды на ключевые проблемы теории языка (определение языка, функции языка, задачи лингвистического описания и т. п.). Эти тексты сопровождаются краткими комментариями составителя.

## Труды
- Семасиология. — М.: Изд-во МГУ, 1957.
- Звегинцев В. А. История арабского языкознания: Краткий очерк. — М.: Изд-во МГУ, 1958. — 80 с. — 3000 экз.
- Очерки по общему языкознанию. — М.: Изд-во МГУ, 1962.
- История языкознания XIX и XX веков в очерках и извлечениях: В 2-х чч. — М.: Гос. учеб.-пед. изд-во м-ва просвещения РСФСР, 1964 (ч. 1); 1965 (ч. 2) (составитель).
- Теоретическая и прикладная лингвистика. М.: Просвещение, 1968.
- Звегинцев В. А. Язык и лингвистическая теория. — М.: Изд-во МГУ, 1973. — 248 с. — 6100 экз. (в пер.)
- Звегинцев В. А. Предложение и его отношение к языку и речи. — М.: Изд-во МГУ, 1976. — 308 с. — 5720 экз. (в пер.)
- Звегинцев В. А. Мысли о лингвистике. — М.: Изд-во МГУ, 1996. — 336 с. — 1000 экз. — ISBN 5-211-03478-3.